# Consolacion
Consolacion is een gemeente in de Filipijnse provincie Cebu. Bij de census van 2015 telde de gemeente bijna 132 duizend inwoners.
Consolacion vormt samen met 9 andere steden en gemeenten de metropool Cebu.

## Geografie

### Bestuurlijke indeling
Consolacion is onderverdeeld in de volgende 21 barangays:
| - Cabangahan - Cansaga - Casili - Danglag - Garing - Jugan - Lamac - Lanipga - Nangka - Panas - Panoypoy | - Pitogo - Poblacion Occidental - Poblacion Oriental - Polog - Pulpogan - Sacsac - Tayud - Tilhaong - Tolotolo - Tugbongan |

## Demografie
Consolacion had bij de census van 2015 een inwoneraantal van 131.528 mensen. Dit waren 24.879 mensen (23,3%) meer dan bij de vorige census van 2010. Ten opzichte van de census van 2000 was het aantal inwoners gegroeid met 69.230 mensen (111,1%). De gemiddelde jaarlijkse groei in die periode kwam daarmee uit op 5,02%, hetgeen veel hoger was dan het landelijk jaarlijks gemiddelde over deze periode (1,72%).

De bevolkingsdichtheid van Consolacion was ten tijde van de laatste census, met 131.528 inwoners op 147,2 km², 893,5 mensen per km².